# Giro del Lazio 1989
Il Giro del Lazio 1989, cinquantacinquesima edizione della corsa, si svolse il 16 settembre 1989 su un percorso di 236 km. La vittoria fu appannaggio del francese Charly Mottet, che completò il percorso in 6h07'00", precedendo l'italo-britannico Maximilian Sciandri e il danese Rolf Sørensen.

## Ordine d'arrivo (Top 10)
| Pos. | Corridore           | Squadra          | Tempo    |
| ---- | ------------------- | ---------------- | -------- |
| 1    | Charly Mottet       | R.M.O.-Mavic     | 6h07'00" |
| 2    | Maximilian Sciandri | Titanbonifica    | a 1'09"  |
| 3    | Rolf Sørensen       | Ariostea         | s.t.     |
| 4    | Luca Gelfi          | Del Tongo        | s.t.     |
| 5    | Emanuele Bombini    | Gewiss-Bianchi   | s.t.     |
| 6    | Giuseppe Saronni    | Malvor-Sidi      | s.t.     |
| 7    | Fabrizio Vannucci   | Selca-Conti      | s.t.     |
| 8    | Claudio Chiappucci  | Carrera Jeans    | s.t.     |
| 9    | Pierino Gavazzi     | Polli-Mobiexport | s.t.     |
| 10   | Dmitrij Konyšev     | Alfa Lum         | s.t.     |